# جفری داناوان
جفری داناوان (به انگلیسی: Jeffrey Donovan) متولد ۱۱ می ۱۹۶۸ یک بازیگر آمریکایی سینما و تلویزیون است که بیشتر برای بازی در سریال مهره سوخته در نقش مایکل وستن شناخته شده‌است. از دیگر فیلم‌هایی که او بازی کرده می‌توان به هیچ، بچه جایگزین و ایفای نقش رابرت اف. کندی در فیلم جی. ادگار به کارگردانی کلینت ایستوود اشاره کرد.

## زندگی
داناوان در شهر آمسبری در ایالت ماساچوست به دنیا آمد و به همراه دو برادرش، مایکل و سین توسط مادرشان بزرگ شد. او کودکی سختی داشت که درباره‌اش گفته:
ما خیلی فقیر بودیم. یک مادر تنها و سه پسر. هیچ چیزی نداشتیم. کریسمس‌ها می‌آمدند و می‌رفتند و مادرمان همان هدایایی که قبلاً برایمان گرفته بود را دوباره بسته‌بندی می‌کرد و به ما می‌داد. حدود ۱۰ بار محل زندگی خود را عوض کردیم. وقتی از مدرسه به خانه می‌آیی و می‌بینی که چراغ‌ها روشن نمی‌شوند به این فکر می‌افتی که ما دوباره باید نقل مکان کنیم و از عهده پول برق برنمی‌آییم و ما همیشه مجبور به صرفه‌جویی بودیم.
جف از دانشگاه ماساچوست در امهرست در رشته تئاتر فارغ‌التحصیل شد. او سپس به دانشگاه نیویورک رفت تا در برنامه کلاسهای بازیگری آنها شرکت کند.
جفری در ورزشهای رزمی بیش از ۲۰ سال تجربه دارد. در زمان دانشگاهش کمربند مشکی کاراته گرفت و در مسابقات ایالتی نیز شرکت کرد. او همچنین سابقه بیش از شش سال آیکیدو و جوجیتسو برزیلی هم دارد.
در ۱۲ ژوئیه ۲۰۰۹، او بخاطر رانندگی بی‌ملاحظه دستگیر شد.
داناوان در یک رابطه طولانی با کاترین کواریک بود.
در اوت ۲۰۱۱ داناوان با مدلی به نام میشل وودز نامزد کرد. آنها در ۲۵ اوت ۲۰۱۲ ازدواج کردند.